# 1994年家庭暴力法令
《1994年家庭暴力法令》（英語：Domestic Violence Act 1994）是马来西亚政府于1994年所推出的一项法令，以保护公众免受家庭成员施暴。该法令涵盖直属家庭成员，包括配偶、前配偶、有实无名的配偶、孩子（包括领养的孩子）、身心障碍的成年人及被视为家庭成员的其他人。2012年，政府曾对《1994年家庭暴力法令》做出修订。